# Кочевник (фильм)
«Кочевник» (каз. Көшпенді, англ. Nomad) — совместный казахско-французский фильм 2005 года. Сюжет фильма основан на второй книге из трилогии «Кочевники» Ильяса Есенберлина.
Теглайн: Каждый воин, каждый народ, каждая любовь должны иметь своё Отечество.

## Сюжет
Юноше Абилмансуру предначертано судьбой стать великим воином, объединить разрозненные казахские племена и навсегда изгнать из казахской степи Джунгарскую орду. Эта исполненная лиризма притча о подлинной любви, самоотверженной дружбе, верности долгу построена на реальных исторических событиях, происходивших в XVIII веке. Историческая основа фильма — биография Абылай-хана.

## В ролях
| Актёр                | Роль         |
| -------------------- | ------------ |
| Джей Эрнандес        | Ерали        |
| Аянат Есмагамбетова  | Гаухар       |
| Куно Бекер           | Абильмансур  |
| Марк Дакаскос        | Шарыш        |
| Арчи Као             | Шангрек      |
| Джейсон Скотт Ли     | Ораз         |
| Дильназ Ахмадиева    | Хоша         |
| Тунгышпай Жаманкулов | Абулхаир     |
| Досхан Жолжаксынов   | Галдан-Цэрэн |
| Ерик Жолжаксынов     | Барак        |
| Ашир Чокубаев        | Султан       |

## Производство
Бюджет фильма составил 34 млн долларов США. В производстве фильма было задействовано около 13 тысяч единиц игрового оружия, 150 казахских и джунгарских юрт, более 20 основных персонажей, 300 эпизодических ролей и 2000 статистов массовки.
Фильм был закончен ещё в 2004 году, но продюсеры, посмотрев картину, решили инвестировать в неё дополнительные средства, потребовав от создателей доснять батальные сцены и расширить романтическую линию. Не согласившись с ними, проект покинули режиссёр Иван Пассер и оператор Юли Стейгер, а на их место пришли Сергей Бодров и Дэн Лаустсен.
Презентация фильма состоялась 6 июля 2005 года в Астане с участием президента Казахстана Нурсултана Назарбаева.